# さんまの番組向上委員会
『さんまの番組向上委員会』（さんまのばんぐみこうじょういいんかい）は、2017年4月14日にフジテレビ系列で放送されたバラエティ番組。明石家さんまの冠番組。

## 概要
フジテレビ系列で放送されている人気番組・新番組・特別番組の出演者が一堂に会した特別番組。
番組対抗スペシャルとして1967年春から1982年春まで放送された『オールスター春秋の祭典スペシャル』、1983年春から1995年秋まで放送された『FNS番組対抗!なるほど!ザ・春秋の祭典スペシャル』、1996年に放送された『FNS超テレビの祭典』、1997年春から2000年秋まで放送された『FNS番組対抗!春秋の祭典スペシャル』、2001年春から2009年秋まで放送された『笑っていいとも!春・秋の祭典スペシャル』、2010年春から2011年春まで放送された『夜の笑っていいとも!春・秋のドラマ特大号』、2011年秋から2012年秋まで放送された『タモリ・中居のドラマチック・リビングルーム』の後継番組である。
フジテレビの改編期番組大集合特番は『笑っていいとも!春・秋の祭典スペシャル』から『タモリ・中居のドラマチック・リビングルーム』まではドラマ出演者のみだったため、バラエティ番組を含めた特番は『FNS番組対抗!春秋の祭典スペシャル』以来17年ぶり、一つの番組をベースに行う特番は『平成教育委員会』をベースに放送された『FNS超テレビの祭典』終了以来21年ぶりとなる。また放送枠は『金曜プレミアム』枠（通常は19:57 - 21:49）を19:00 - 21:49に拡大して放送するが、フジテレビの単発特別番組枠で番組対抗スペシャルが放送されるのは、1978年秋に『火曜ワイドスペシャル』（当時は火曜20:00 - 21:24）で放送された『オールスター秋の祭典スペシャル』以来38年半ぶり、「19時台から開始」と「2時間超え」は史上初となる。
通常の『お笑い向上委員会』同様、春からスタートする新番組やレギュラー人気バラエティー番組の共演者が、ほぼフリートークをしながらお互いクレームをぶつけ合い、さんまと向上委員会メンバーの芸人たちにそのクレームを笑いで解決してもらう番組。
2017年秋からは、坂上忍がメインを務める『FNS番組対抗!オールスター春秋の祭典スペシャル』が放送されているため、『お笑い向上委員会』をベースとした、改編期番組大集合特番としての放送は、史上最短のわずか1回で終了となった（なお、2019年現在『お笑い向上委員会』としてもゴールデン・プライムタイムの特番はこの番組しか放送されていない）。

## さんまのお笑い向上委員会との違い
- ナレーターが鈴木省吾から真地勇志に変更。
- なぞりテロップや一部リアクションに対してSEが足されるなど派手な演出になっている。

## 放送日
| 放送回 | 放送日         | 放送時間（JST）    | 参加番組数 | 向上委員会メンバー | モニター横芸人                                              | 備考                     |
| ------ | -------------- | ------------------ | --- | --- | ----------------------------------------------------------- | ------------------------ |
| 第1回  | 2017年 4月14日 | 金曜 19:00 - 21:49 | 『貴族探偵』 『CRISIS 公安機動捜査隊特捜班』 『人は見た目が100パーセント』 『櫻子さんの足下には死体が埋まっている』 『女の勲章』 『バイキング』 『最上級のひらめき人間を目指せ!クイズ!金の正解!銀の正解!』 『関ジャニ∞クロニクル』 全7番組 | 今田耕司 雨上がり決死隊 堀内健（ネプチューン） ウド鈴木（キャイ〜ン） ずん 土田晃之 中川家 岡田圭右（ますだおかだ） 井戸田潤（スピードワゴン） 中岡創一（ロッチ） 岩井ジョニ男 トレンディエンジェル サンシャイン池崎 尼神インター 金野博和（鬼越トマホーク） | かねきよ（新宿カウボーイ） 平野ノラ バッドナイス常田 あかつ | 『金曜プレミアム』で放送 |

## ネット局
| 放送対象地域   | 放送局                                           | 系列                          |
| -------------- | ------------------------------------------------ | ----------------------------- |
| 関東広域圏     | フジテレビ (CX) 『さんまの番組向上委員会』制作局 | フジテレビ系列                |
| 北海道         | 北海道文化放送 (UHB)                             | フジテレビ系列                |
| 岩手県         | 岩手めんこいテレビ (mit)                         | フジテレビ系列                |
| 宮城県         | 仙台放送 (OX)                                    | フジテレビ系列                |
| 秋田県         | 秋田テレビ (AKT)                                 | フジテレビ系列                |
| 山形県         | さくらんぼテレビ (SAY)                           | フジテレビ系列                |
| 福島県         | 福島テレビ (FTV)                                 | フジテレビ系列                |
| 新潟県         | 新潟総合テレビ (NST)                             | フジテレビ系列                |
| 長野県         | 長野放送 (NBS)                                   | フジテレビ系列                |
| 静岡県         | テレビ静岡 (SUT)                                 | フジテレビ系列                |
| 富山県         | 富山テレビ (BBT)                                 | フジテレビ系列                |
| 石川県         | 石川テレビ (ITC)                                 | フジテレビ系列                |
| 福井県         | 福井テレビ (FTB)                                 | フジテレビ系列                |
| 中京広域圏     | 東海テレビ (THK)                                 | フジテレビ系列                |
| 近畿広域圏     | 関西テレビ(KTV)                                  | フジテレビ系列                |
| 島根県・鳥取県 | 山陰中央テレビ (TSK)                             | フジテレビ系列                |
| 岡山県・香川県 | 岡山放送 (OHK)                                   | フジテレビ系列                |
| 広島県         | テレビ新広島 (TSS)                               | フジテレビ系列                |
| 愛媛県         | テレビ愛媛 (EBC)                                 | フジテレビ系列                |
| 高知県         | 高知さんさんテレビ (KSS)                         | フジテレビ系列                |
| 福岡県         | テレビ西日本 (TNC)                               | フジテレビ系列                |
| 佐賀県         | サガテレビ (STS)                                 | フジテレビ系列                |
| 長崎県         | テレビ長崎 (KTN)                                 | フジテレビ系列                |
| 熊本県         | テレビ熊本 (TKU)                                 | フジテレビ系列                |
| 鹿児島県       | 鹿児島テレビ (KTS)                               | フジテレビ系列                |
| 沖縄県         | 沖縄テレビ (OTV)                                 | フジテレビ系列                |
| 大分県         | テレビ大分 (TOS)                                 | フジテレビ系列 日本テレビ系列 |

## スタッフ
- 構成：松井洋介、福原フトシ、金森直哉
- ナレーション：真地勇志
- TP：高瀬義美
- SW：高田治
- CAM：遠藤俊洋
- VE：宮本学
- AUD：浮所哲也
- 照明：川田敦史
- 編集：吉田裕樹
- MA：吉田肇
- 音響効果：大久保吉久
- TK：槙加奈子
- 美術制作：三竹寛典
- 美術進行：林勇
- 美術デザイナー：邨山直也
- 大道具：松本達也
- アクリル装飾：斉藤祐介
- 電飾：齋藤誠二
- 装飾：門間誠
- メイク：山田かつら
- スタイリスト：波多野としこ（明石家さんま担当）
- CGプロデューサー：久保田幸
- CGディレクター：鈴木鉄平
- CGデザイナー：木本禎子
- リサーチ：稲津大周
- 技術協力：ニユーテレス、fmt、IMAGICA、マルチバックス
- 広報：佐藤未郷
- デスク：黒木智子
- AD：三谷萌乃、中陳陽太、山田翔太、古賀有加里、柳渕己奈
- FD：田中良樹
- AP：藤本大介
- プロデューサー：神崎素子、児玉芳郎、大江菊臣、林田直子
- ディレクター：板垣忠彦、神田洋昭、玉野鼓太郎
- 演出：池田哲也、鈴木善貴
- 総合演出：渡辺琢
- チーフプロデューサー：中嶋優一
- 制作：フジテレビ制作局第二制作センター
- 制作著作：フジテレビ